# فريدريك غريس
فريدريك غريس (بالإنجليزية: Frederick Grace)‏ (29 فبراير 1884 – 23 يوليو 1964) هو ملاكم من المملكة المتحدة راحل، مثّل بلاده في دورتي الألعاب الأولمبية الصيفية 1908 و1920.

## روابط خارجية
فريدريك غريس على موقع اللجنة الأولمبية الدولية (الإنجليزية)
- فريدريك غريس على موقع أوليمبيديا (الإنجليزية)
- فريدريك غريس على موقع اللجنة الأولمبية البريطانية (الإنجليزية)